# Salomon Altermann
Pour les articles homonymes, voir Altermann.
Salomon Altermann (né le 5 janvier ou 17 mai 1904 à Kaluszyn, Pologne et mort le 2 avril 1942, Auschwitz) est un brocanteur à Paris, français d'origine polonaise, déporté par le premier convoi de la déportation des Juifs de France. Son épouse et ses deux fils seront aussi déportés mais l'un des deux, Albert, survit à la Shoah.

## Biographie
Salomon Altermann est né en 1904 (le 5 janvier ou le 17 mai selon les sources), à Kaluszyn, Pologne. Il exerce le métier de brocanteur. Son épouse est Roszka (ou Ida) Altermann (née Zamerowska) est née le 1er janvier 1899 à Kaluszyn, Pologne. Ils ont deux fils, Albert Altermann né le 2 décembre 1924 à Paris et Marcel Altermann, né le 27 octobre 1934 dans le 12e arrondissement de Paris. Ils habitent au 6 cité Lesage Bullourde, dans le Passage Bullourde, dans le 11e arrondissement de Paris.
Marcel Altermann va à l'école des Garçons, au 10 rue Keller, dans le 11e arrondissement de Paris.

### Dénonciation
Patrick Fournier, dans sa thèse de doctorat de l’université Paris Ouest Nanterre La Défense, en science politique, thèse cotutelle internationale pour obtenir les grades de Docteur de l’Université d’Ottawa en Histoire, intitulée La délation des Juifs à Paris pendant l’Occupation, 1940-1944, Ottawa, 2016, traite de la dénonciation d'Albert Altermann, dans son introduction.

### Déportation
Salomon Altermann est déporté par le convoi no 1, en date du 27 mars 1942, de Drancy/Compiègne vers Auschwitz où il meurt le 2 avril 1942. Son épouse, Roszka Altermann, est déportée par le convoi no 14, en date du 3 août 1942, de Pithiviers vers Auschwitz. Marcel Altermann, âgé de 7 ans, est déporté par le convoi no 21, en date du 21 août 1942 du Camp de Drancy vers Auschwitz. Albert Altermann, âgé de 19 ans, est déporté par le convoi no 63, en date du 17 décembre 1943 du Camp de Drancy vers Auschwitz. Seul Albert Altermann survit à la Shoah et revient en France.
Marcel Altermann meurt en déportation à Auschwitz le 29 août 1942.

### Aryanisation du commerce Altermann
En 1943, le commerce de Salomon Altermann est aryanisé par le Commissariat général aux questions juives.

## Pour approfondir